# 金丸町 (前橋市)
金丸町（かなまるまち）は、群馬県前橋市の地名。郵便番号は371-0121。2013年現在の面積は1.92km2。

## 地理
前橋市北部、赤城山の南麓に位置する。南側には前橋市が運営する嶺公園がある。

## 歴史
1952年からの地名である。もとは赤城山御領地の字赤城山あたりであった。その後2004年に大胡町が前橋市に編入される際、東にあった大胡町金丸が合併の際に、大字名を町名とすると当町をかぶってしまうため東金丸町となった。

### 年表
- 1952年 赤城山御領地の字赤城山あたりが芳賀村の大字となる。
- 1954年4月1日 周辺1町5村（元総社村、上川淵村、下川淵村、桂萱村、群馬郡東村、総社町）とともに芳賀村は前橋市へ編入する。そのため前橋市金丸町となる。
- 1993年4月1日 町内を通っていた群馬県道大間々宮城子持線が国道353号に昇格し、町内に初めて国道が通る事となる。
- 2017年5月12日 当町の全域が区域となっている前橋・赤城地域が、チッタスロー国際連盟に加盟する[5]。

## 世帯数と人口
2017年（平成29年）8月31日現在の世帯数と人口は以下の通りである。
| 町丁   | 世帯数  | 人口  |
| ------ | ------- | ----- |
| 金丸町 | 206世帯 | 422人 |

## 小・中学校の学区
市立小・中学校に通う場合、学区は以下の通りとなる。
| 番地 | 小学校             | 中学校             |
| ---- | ------------------ | ------------------ |
| 全域 | 前橋市立芳賀小学校 | 前橋市立芳賀中学校 |

## 交通

### 鉄道
鉄道駅はない。

### 道路
国道は国道353号が通っているが、県道は通っていない。

## 施設
- AKAGI芝SPORTS